# Antusas
Antusas (em grego clássico: Ανθούσαι; romaniz.: anthousai; lit. "flores"), na mitologia grega, eram as ninfas das flores e jardins, provavelmente elas eram as mesmas que as leimáquides.